# Heinäluoto (ö i Norra Karelen, Mellersta Karelen, lat 62,20, long 29,50)
Heinäluoto är en ö i Finland. Den ligger i sjön Orivesi och i kommunen Kides i den ekonomiska regionen  Mellersta Karelens ekonomiska region  och landskapet Norra Karelen, i den sydöstra delen av landet, 300 km nordost om huvudstaden Helsingfors. Öns area är 29,2 hektar och dess största längd är 1,5 kilometer i öst-västlig riktning.